# 法人
法人（英語：juridical person）是由法律所創設，代表社會團體的一種抽象權利主體，相對的概念為自然人。創設法人的目的，是要讓團體作為一個整體，能和團體成員的個人財產及法律上的權利義務區分開來，成為單一的獨立實體，對外則由「董事」或「理事」作為法人代表人，最常見的法人形式即是公司。

## 歷史
羅馬法中，就有近似於「法人」的權利主體概念，包括社團法人和財團法人，但未被賦予類名，制度也不完備。中世紀歐洲，天主教的教會法逐步形成了法人的概念，教皇英諾森四世提出了「擬制人」( 拉丁語：persona ficta)的說法，他在評註教皇格里高利九世於 1239 年發布的教令時，解釋「團體在涉及共同體的訴訟中被擬制為一個人」，而修道院院長能以團體代表的身份向法院起誓。英諾森四世確定了修道院作為法人的權利主體，因而被現代研究者公認為法人概念的起源之一。神學家多瑪斯·阿奎那則進一步確定國家為「國家法人」，提出「國家是政治和精神上的團體」( 拉丁語：corpus politicum et morale)。
十七世紀以德國法學家賽繆爾·馮·普芬多夫（Samuel von Pufendorf）為主的古典自然法學派，提出「精神（無形）之人」（德語：persona moralis，moralische person）一詞來表示法人的觀念，與之相對的肉體（有形）之人（德語：physischen person）則是有形體的自然人。至十九世紀，德國在1865年的《撒克遜民法典》（Saxon Civil Code），使用法人（德語：juristische person）一詞，指法律所創設的人，代替了以前的精神無形之人，並在法人之下區分出社團法人和財團法人。1900年的《德國民法典》使用了自然人（德語：natürliche person）一詞來表示肉體有形之人。自然人（英語：natural person）的用法已可在1825 年的《路易斯安那民法典》見到，是用natural來表示同義的physical，兩者都表佔據空間的有形之人，也是和人造、擬制對反的自然之人。

## 種類
中華民國法律體系中，法人依照設立準據分為公法人與私法人，並依照其成立之基礎分為財團法人與社團法人，最終依其設立目的分為營利法人與公益法人。
法人就是指依法律所創設之一種權利義務主體。由於法律有所謂公法、私法之別，法人就其創設所依據法律之不同，首先應可區分為以下「公法人」與「私法人」兩大類。

## 法律定義

### 公法人
指依據公法規定而成立之法人，如眾所悉知的國家，國家所得設立之其他行政主體（如地方自治團體），以及法律明定具有公法人資格的人民團體等，均屬於公法人。其實，除了國家以外，其他由國家直接或間接得設立之行政主體，尚可進一步細分。

#### 地方自治團體
是由許多成員所組成，在一定範圍內得行使公權力之團體，例如縣、市、鄉、鎮等。據《地方制度法》，臺灣的直轄市、縣（市）、鄉（鎮、市）、直轄市山地原住民區為地方自治團體，具公法人地位。在大陆被称作“特别法人”中的“机关法人”。

#### 行政法人
原本由政府組織負責的公共事務，經執行後，被普遍認為不適合再以政府組織繼續運作，而牽涉的公共層面，又不適合以財團法人的形式為之，遂有『行政法人』的設置。與財團法人最大的不同是，行政法人的資金來源是國家的預算，並且不再以國家考試的方式晉用人員，如國家中山科學研究院、國家運動訓練中心、國家表演藝術中心、國家災害防救科技中心。
类似的法人在中国大陆一般被分类称作事业单位法人，各个事业单位的招录会参考行政单位的公务员考试内容，但通常都是自行安排。预算来源分为全额拨款、差额拨款、自收自支。自收自支的事业单位目前已经比较少见，通常都会改制为企业运作。

#### 公共營造物法人
來自翻譯日本漢字或逕稱，為德國行政法學概念，指由國家或地方自治團體，為達成一定之公共目的，依據法律或法律授權，結合人與物使其能持續提供一定給付而設立之一種組織體。但日本跟中華民國行政法實務上只承繼「物」的概念，「人」則以行政法人組織之。

#### 其他公法人
不屬前面各類的公法人，如《原住民族基本法》訂定原住民部落經中央主管機關核定者，為公法人。據原民會規劃，部落公法人不是《地方制度法》規定的「地方自治團體」。不過，原住民族的公法人制度至今仍未落實。
在大陆有农村集体经济组织法人、城镇农村的合作经济组织法人、基层群众性自治组织法人，均属于特别法人。

### 私法人
指依私法（如民法、公司法等）所成立之法人者。以其設立之基礎為標準，又可區分為「社團法人」與「財團法人」兩大類。
另外臺灣依照監督寺廟條例登記之「寺廟」，在法律上未歸屬為法人也非自然人，但在實務上賦予近似於法人的主體地位（亦有成立為社團法人或財團法人之寺廟，此類在法律上即是法人）。

#### 社團法人
乃多數人集合成立之組織體，其組成基礎為社員，無社員即無社團法人。一般依其性質之不同，又可細分為：
- 營利社團法人：

如公司（含公有營業機構）、銀行等。
- 非營利社團法人：

是指各種不以營利作為目的的社團法人，例如非政府組織協會、學會、工會、政黨等等。
由於對於何謂公益的認定爭議，非營利社團法人又區分出公益社團法人和中間社團法人。典型的公益社團法人，如各類非政府組織協會，又或者農會、漁會、工會也被認定成公益社團法人。所謂中間法人則是指非營利性的社團，但又難以認定為公益性的社團法人，如同鄉會、同學會、公寓管理委員會等。
不過，無論是臺灣或中國大陸，法律都無明文規定有中間法人。而日本則在後來廢除中間法人，歸入「一般社團法人」。因此，中間法人只是法律學說上的見解。按臺灣所用《民法》，社團法人的登記，只區分為「營利」和「公益」，而內政部的《社會團體許可立案作業規定》規定社會團體以公益為設立目的，又在社會團體的分類把宗親會、同鄉會、校友會列入，顯見是把這些團體都視為是以公益為目的，擴大了公益認定的適用。而臺灣的《公寓大廈管理條例》雖設有公寓管理委員會，但在完成社團法人登記前，僅屬非法人團體；管理委員會僅係區分所有權人會議之執行機構，並無實體法上之權利能力。內政部並將公寓管理委員會歸類為公益團體。
另外，合作社為社團法人。對於合作社之法人性質，有營利社團法人，或非營利社團法人兩種不同的說法，合作社的主管機關內政部認定合作社為非營利的公益社團法人。
又《人民團體法》中，界定了人民團體分為政治團體、職業團體和社會團體。按照臺灣的法規，人民團體須向法院辦理法人登記，才能取得法人資格。

#### 財團法人
乃多數財產的集合，其成立基礎為財產，若無財產可供一定目的使用，即無財團法人可言。財團法人並無組成分子的個人，不能有自主的意思，所以必須設立管理人，依捐助目的忠實管理財產，以維護不特定人的公益並確保受益人的權益。依中華民國法律之規定，財團法人其設立目的必須具有公益性質。(具公益性質之團體，例如私立學校、研究機構、教會、寺廟、基金會、慈善團體等均屬之，但具公益性質之團體，其組織形態並非全然皆為財團法人，如前所說之社團法人亦可為公益性質而成立團體。)另有公設財團法人，指政府為達成特定的公共目的，捐助一筆錢財而設立之財團法人。例如：財團法人中小企業信用保證基金。
在中国大陸，根据民法总则之规定。具备法人条件，为公益目的以捐助财产设立的基金会、社会服务机构等，经依法登记成立，取得捐助法人资格，也称作基金会法人。

### 法人之機關
法人之機關可分為「執行機關」、「監察機關」及「意思機關」。「執行機關」–董事，為法人必備之常設機關，社團與財團均有之。「監察機關」–監察人於社團、財團可自由設立，惟公司法第216、217條特別規定「股份有限公司」須必設監察人。「意思機關」–社員總會，在公司則為股東會，僅社團有之，為社團所必備之最高意思機關；財團因非以人為基礎，故無意思機關。
依民法总则规定，营利法人和社团法人需设定权力机构和执行机构，监察机构分情况设置。权力机构行使修改法人章程，选举或者更换执行机构、监督机构成员，以及法人章程规定的其他职权，在营利法人中通常称作股东会或股东大会。执行机构行使召集权力机构会议，决定法人的经营计划和投资方案，决定法人内部管理机构的设置，以及法人章程规定的其他职权，在营利法人中则为管理层。依照《公司法》，有限责任公司、股份有限公司和国有独资公司均需设监事会。股东人数较少或者规模较小的有限责任公司，可以设一至二名监事，不设监事会。而依据民法总则，捐助法人必须设置执行机构和监察机构，权力机构不必设置。

### 董事、法人代表与法人
董事與法人之內部關係為委任關係 。董事或董事會對外僅為法人之代表及執行機關，並非法人本身，其僅為法人之內部機關，非權利義務主體，亦無當事人能力，不得以之為民事訴訟法之當事人。但在民事訴訟法上則視為法定代理人，適用關於法定代理之規定。中華民國司法院院解字第2936號解釋(一)：「法人之代表人在民法上固非所謂法定代理人，在民事訴訟法上則視作法定代理人，適用於關於法定代理之規定，故法人之代表人有數人時，在訴訟上是否均得單獨代表法人，按諸民事訴訟法第四十七條，應依民法及其他法令定之，中華民國《民法》第二十七條第二項所定代表法人之董事有數人時，亦均得單獨代表公司，中華民國《公司法》第三十條所定代表無限公司之股東有數人時，亦均得單獨代表公司，若依實體法之規定，法人之代表人數人必須共同代表者，在訴訟上不得準用中華民國《民事訴訟法》第七十一條之規定，使之單獨代表。制非法人之團體其代表人或管理人有數人時，在訴訟上是否均得單獨代表團體，按諸中華民國《民事訴訟法》第五十二條、第四十七條亦應依中華民國《民法》及其他法令定之，法令未就此設有規定者，應解為均得單獨代表團體。」
依中华人民共和国民法总则，营利法人应当设执行机构。执行机构行使召集权力机构会议，决定法人的经营计划和投资方案，决定法人内部管理机构的设置，以及法人章程规定的其他职权。执行机构为董事会或者执行董事的，董事长、执行董事或者经理按照法人章程的规定担任法定代表人；未设董事会或者执行董事的，法人章程规定的主要负责人为其执行机构和法定代表人。而依民法总则第61条，法定代表人以法人名义从事的民事活动，其法律后果由法人承受，第62条法人承担民事责任后，依照法律或者法人章程的规定，可以向有过错的法定代表人追偿。依中华人民共和国《民事诉讼法》第五章第一节第四十八条，法人由其法定代表人进行诉讼。其他组织由其主要负责人进行诉讼。

## 外部連結
- 施偉仁、林明賢 ： 非法人團體能否作為智財權利主體之探討  （页面存档备份，存于）